# Barra do Garças Futebol Clube
Il Barra do Garças Futebol Clube, noto anche semplicemente come Barra do Garças, è una società calcistica brasiliana con sede nella città di Barra do Garças, nello stato del Mato Grosso.

## Storia
Il club è stato fondato il 5 maggio 1978. Il Barra do Garças ha partecipato al Campeonato Brasileiro Série C nel 1993, dove ha ottenuto la promozione nel Campeonato Brasileiro Série B dell'anno successivo dopo aver sconfitto il Nacional-AM. Il club è stato eliminato alla prima fase nella Série B del 1994. Il Barra ha partecipato alla Coppa del Brasile nel 2004, in quello stesso anno, il nome del club era "Barra Esporte Clube", dove è stato eliminato al primo turno dalla Santa Cruz, e nel 2007, dove è stato eliminato al primo turno dal Brasiliense.